# Pieter Vink
Pieter Vink (ur. 13 marca 1967 roku w Noordwijkerhout) - sędzia piłkarski z Holandii. Od 2004 sędzia międzynarodowy. Sędziował pierwszy mecz na nowym Wembley Anglia U21 - Włochy U-21, który zakończył się remisem 3:3.

## Kariera
Sędziowanie Vink rozpoczął w 1987 roku. W latach 1993–1996 znajdował się na liście C Eredivisie. Następnie był na liście B, a od 2001 roku sędziuje już z listy A. Karierę międzynarodową rozpoczął w 2004 roku. Już w tym samym roku zadebiutował w meczu Pucharu UEFA jako sędzia spotkania I rundy Újpest FC - VfB Stuttgart. W Lidze Mistrzów zadebiutował w meczu Red Bull Salzburg - FC Zürich II rundy w sezonie 2006/2007.
Był pierwszym sędzią, który poprowadził oficjalny mecz piłkarski 24 marca 2007 na nowym Wembley. Poprowadził mecz reprezentacji Anglii U-21 i Włoch U-21. Mecz zakończył się remisem 3:3.
Był sędzią na Mistrzostwach Europy U-19 2005 roku, gdzie prowadził m.in. mecz finałowy pomiędzy Anglią a Francją wygrany przez trójkolorowych 3:1.
Został nominowany przez UEFA jako sędzia główny na Euro 2008.